# Strikeforce
Strikeforce (Страйкфорс, буквально с англ. — «Ударная сила») — американская спортивная организация, занимавшаяся промоушеном боёв по кикбоксингу и смешанным боевым единоборствам с 1985 по 2006 год. Бои, проходившие под эгидой Strikeforce, транслировались в прямом эфире по американскому каналу Showtime и канадскому Super Channel. В ноябре 2009 компания дебютировала на общественном американском телеканале CBS с трансляцией события под названием Strikeforce: Фёдор против Роджерса.
В 2011 году была выкуплена UFC. 12 января 2013 года в Оклахоме (США) прошло последнее шоу под брендом Strikeforce. После закрытия промоушена, большинство чемпионов и бойцов Strikeforce получили контракты UFC.

## Чемпионы
| Мужской дивизион | Весовой лимит       | Чемпион           |
| ---------------- | ------------------- | ----------------- |
| Тяжёлый вес      | 265 фунтов (120 кг) | Алистар Оверим    |
| Полутяжёлый вес  | 205 фунтов (93 кг)  | Дэн Хендерсон     |
| Средний вес      | 185 фунтов (84 кг)  | Люк Рокхолд       |
| Полусредний вес  | 170 фунтов (77 кг)  | Тарек Саффедин    |
| Легкий вес       | 155 фунтов (70 кг)  | Гилберт Мелендес  |
| Женский дивизион | Весовой лимит       | Чемпион           |
| Полулёгкий вес   | 145 фунтов (66 кг)  | Кристиана Жустину |
| Легчайший вес    | 135 фунтов (61 кг)  | Ронда Роузи       |